# Emmy Meli
Emmy Meli (* 14. Dezember 1999 in Torrance, Kalifornien) ist eine US-amerikanische Sängerin.

## Leben
Emmy Meli veröffentlichte ihre Musik über mehrere Jahre über diverse Videoplattformen. 2021 gelang ihr über die Videoplattform TikTok ein Überraschungshit mit dem Song I Am Woman, einem Lied über Body positivity. Der Song erreichte innerhalb von wenigen Tagen über 27 Millionen Views. Das Lied wurde für etwa anderthalb Millionen weitere TikTok-Videos verwendet, bei denen Frauen Bilder zeigen, die zu den Adjektiven im Song passen.
Durch den großen Erfolg ihres Songs unterschrieb die Künstlerin bei Disruptor Music, einem Sublabel von Sony Music Entertainment.

## Privatleben
Emmy Meli besuchte die Los Alamitos High School in Los Angeles, Kalifornien. Bis zu ihrem Durchbruch hielt sie sich mit zwei Jobs über Wasser.

## Diskografie
- 2020: Wanting More
- 2020: Tribute to Hollywood
- 2020: On the Rocks
- 2021: Matrix
- 2021: Throwin’ Up Strawberries
- 2021: I Am Woman
- 2021: Matrix

## Auszeichnungen für Musikverkäufe
| Goldene Schallplatte - Australien - 2022: für die Single I Am Woman | Platin-Schallplatte - Kanada - 2022: für die Single I Am Woman |

Anmerkung: Auszeichnungen in Ländern aus den Charttabellen bzw. Chartboxen sind in ebendiesen zu finden.
| Land/RegionAuszeichnungen für Musikverkäufe (Land/Region, Auszeichnungen, Verkäufe, Quellen) | Silber  | Gold     | Platin     | Verkäufe  | Quellen         |
| -------------------------------------------------------------------------------------------- | ------- | -------- | ---------- | --------- | --------------- |
| Australien (ARIA)                                                                            | —       | Gold1    | —          | 35.000    | aria.com.au     |
| Kanada (MC)                                                                                  | —       | —        | Platin1    | 80.000    | musiccanada.com |
| Österreich (IFPI)                                                                            | —       | Gold1    | —          | 15.000    | ifpi.at         |
| Schweiz (IFPI)                                                                               | —       | Gold1    | —          | 10.000    | hitparade.ch    |
| Vereinigte Staaten (RIAA)                                                                    | —       | —        | Platin1    | 1.000.000 | riaa.com        |
| Vereinigtes Königreich (BPI)                                                                 | Silber1 | —        | —          | 200.000   | bpi.co.uk       |
| Insgesamt                                                                                    | Silber1 | 3× Gold3 | 2× Platin2 |           |                 |